# Reroute to Remain
Reroute to Remain (nombre completo: Reroute to Remain; Fourteen Songs of Conscious Insanity) es el sexto álbum de estudio de la banda sueca de melodic death metal In Flames. Reroute to Remain fue el primer gran paso de In Flames hacia la escena comercial. Este trabajo también fue considerado como una transición entre Clayman y Soundtrack to Your Escape.  El sonido del álbum al ser más accesible atrajo a muchos fanes y así como fue ampliamente criticado por sus aficionados catapultó a la banda hacia la escena del metal norteamericano, donde hicieron su primera aparición en el Ozzfest. El álbum se posicionó en el lugar #13 de la "Lista de Álbumes Independientes".

## Lista de canciones
Toda la música fue compuesta por Björn Gelotte, Jesper Strömblad y Anders Fridén, todas las letras fueron escritas por Anders Fridén excepto "Reroute to Remain" y "Dismiss the Cynics", coescritas por su esposa, Helena Lindsjö.

Toda la música compuesta por Strömblad & Gelotte. 
| N.º | Título               | Letras                  | Duración |  |
| 1.  | «Reroute to Remain»  | Fridén & Helena Lindsjö | 3:53     |  |
| 2.  | «System»             | Fridén                  | 3:39     |  |
| 3.  | «Drifter»            | Fridén                  | 3:10     |  |
| 4.  | «Trigger»            | Fridén                  | 4:58     |  |
| 5.  | «Cloud Connected»    | Fridén                  | 3:40     |  |
| 6.  | «Transparent»        | Fridén                  | 4:03     |  |
| 7.  | «Dawn of a New Day»  | Fridén                  | 3:40     |  |
| 8.  | «Egonomic»           | Fridén                  | 2:36     |  |
| 9.  | «Minus»              | Fridén                  | 3:45     |  |
| 10. | «Dismiss the Cynics» | Fridén & Helena Lindsjö | 3:38     |  |
| 11. | «Free Fall»          | Fridén                  | 3:58     |  |
| 12. | «Dark Signs»         | Fridén                  | 3:20     |  |
| 13. | «Metaphor»           | Fridén                  | 3:39     |  |
| 14. | «Black & White»      | Fridén                  | 3:33     |  |

Bonus de la edición japonesa y coreana
| Japan & Korea Bonus |                  |          |  |
| N.º                 | Título           | Duración |  |
| 15.                 | «Colony" (Live)» | 5:11     |  |

Relanzamiento, 2010
| 2010 Re-release |                                          |          |  |
| N.º             | Título                                   | Duración |  |
| 15.             | «Watch Them Feed»                        | 3:12     |  |
| 16.             | «Land of Confusion» (versión de Genesis) | 3:22     |  |
| 17.             | «Cloud Connected (Club Connected Remix)» | 4:11     |  |

## Personal

### Integrantes
- Anders Fridén – voz
- Jesper Strömblad – Guitarra
- Björn Gelotte – Guitarra
- Peter Iwers – Bajo
- Daniel Svensson – Batería
- Örjan Örnkloo – programación, teclado (invitado)
- Fiol-Olof – violín en "Metaphor" (invitado)

### Producción
- Teddy Möller – técnico (batería)
- Daniel Bergstrand – producción
- Daniel Bergstrand, Anders Fridén, Örjan Örnkloo – mezcla
- Niklas Sundin (acreditado como "Cabin Fever Media") – dirección de arte, diseño y fotografía
- Cymbal-Simon – platillos

| Lista (2002)        | Posición alcanzada |
| ------------------- | ------------------ |
| German Album Charts | 23                 |